# Hedgpethia californica
Hedgpethia californica is een zeespin uit de familie Colossendeidae. De soort behoort tot het geslacht Hedgpethia. Hedgpethia californica werd in 1939 voor het eerst wetenschappelijk beschreven door Hedgpeth. 